# Dolno Kamarți, Sofia
Dolno Kamarți (în bulgară Долно Камарци) este un sat în comuna Gorna Malina, regiunea Sofia,  Bulgaria. 

## Demografie
Componența etnică a satului Dolno Kamarți
     Bulgari (99,35%)
     Nicio identificare (0,64%)
     Altele (0%)
La recensământul din 2011, populația satului Dolno Kamarți era de 462 locuitori. Din punct de vedere etnic, majoritatea locuitorilor (99,35%) erau bulgari. Pentru 0,64% din locuitori nu este cunoscută apartenența etnică.